# Sauron
Sauron (elavult átírásban: Szauron; valódi nevén: Mairon), J. R. R. Tolkien angol író és filológus Arda-mitológiájának egyik legfontosabb, negatív szereplője. A mitológiában elfoglalt helye szerint maia, tehát angyali jellegű szellem, aki a kezdet előtt született, részt vett a világ teremtésében és halhatatlan. A teremtés után nem sokkal az Egy Istennel, Ilúvatarral szembehelyezkedő „sötét” úr, Morgoth legfőbb szolgája, végül annak bukása és tehetetlenné válása után az első számú ellenlában („gonosz”) a teremtett világban. Rendkívül nagy hatalommal bír, testének elpusztításáig sokféle alakot föl tudott ölteni, képes a nekromanciára és lelkek transzplantációjára, ravasz személyiségének köszönhetően pedig még a legbölcsebb tünde fejedelmeket is meg tudta téveszteni. Mindezek mellett az egyik legkiválóbb kovács is, hiszen a teremtéskor a kovácsvala, Aulë mellett működött. Tolkien műveiből az is kiderül, hogy hatalma tetőpontján alacsonyabb származása ellenére az eredetileg a valák leghatalmasabbjaként ismert Morgoth-nál is nagyobb bölcsességre és tudásra tett szert (Tolkien műveiben e két tulajdonság a hatalom és a mágia két fő eredője), amivel talán egész Arda leghatalmasabbja vált belőle, azonban ambíciója, elbizakodottsága és gonoszsága nem tette lehetővé számára hatalma kiaknázását.
Sauron a címszereplője Tolkien legismertebb művének, a Gyűrűk Urának, de kulcsfontosságú szereplő a Szilmarilokban, a Húrin gyermekeiben, továbbá feltűnik a Hobbitban és a Befejezetlen regékben is.
Már Morgoth alatt számos sötét varázslat forrása és urának legrettegettebb szolgája. Morgoth bukása után megbánta bűneit és rejtőzködött. Csellel a tündék közé férkőzött és Celebrimbor segítségével elkészítette a Hatalom Gyűrűit a tündeurak számára, majd Mordorban titokban elkészítette a sajátját, az Egy Gyűrűt, amibe belekovácsolta énje és hatalma felét, ezzel végtelenítve másodteremtő képességét. Az Eggyel uralni tudta a többit és ezáltal azok tulajdonosait is. A három leghatalmasabb tündeúr azonban meglátta szándékát, mikor felhúzta az ujjára az Egyet, ezzel lelepleződött. Bekebelezte Középfölde emberek lakta területeit és felvette az emberek királya címet, amire a númenori emberek feldühödtek és legyőzték. Őket egymaga, ármányos csellel pusztította el, azonban Ilúvatar haragja során elvesztette testét és alakváltó képességét. Ezután új testet készített magának, a Három Gyűrű kivételével összegyűjtötte a gyűrűket, majd odaadta azokat az ember és a törp királyoknak és háborút indított a tündék ellen, így uralma alá hajtotta Középfölde nagy részét. Azonban az Emberek és Tündék Utolsó Szövetsége ellentámadásba lendült, és a Barad-dûr ostroma során Isildur, Gondor királyának fia elvette tőle az Egy Gyűrűt, ekkor teste elpusztult, de halhatatlan lelke megmaradt. Ezután hosszú várakozás után ismét elkezdett szervezkedni Középfölde népei ellen, végül a Gyűrűnek az általa elindított Gyűrűháború idején történt elpusztítását követően Sauron oly sok erőt veszített, hogy teljesen tehetetlenné vált, ezzel pedig hatalma végleg megdőlt.

## Nevéről
Eredeti neve, a Mairon jelentése „a csodálatra méltó”. Ez a név óriási bölcsességére, a világgal kapcsolatos nagy tudására és rendkívüli másodteremtő képességére utal. Morgoth Ilúvatar elleni fellépését követően, az elsőkorban sinda eredetű szóval Kegyetlen Gorthaurnak avagy Sauronnak nevezték; utóbbi vált elterjedtté a Harmadkorban ellenségei közt. Mindkét elnevezés a þaur, azaz visszataszító, ellenséges szóból származik (ezeket a neveket azonban Mordorban és vazallus államaiban tilos volt kiejteni; szolgái leginkább Lugbúrznak hívták, vagy csak egyszerűen "Ő"-nek). Ezenkívül nevezték még a váltott farkasok urának, valamint a Gyűrűk Urának, Sötét Úrnak, Barad-dûr Urának, Feketemágusnak, Névtelen Ellenségnek stb. A Másodkorban Annatarnak, Ajándékok Urának, Aulëndilnek, Aulë maiájának hívta magát, így csapta be a tündéket.

## Első Kor
Az Óidőkben Aule, a kovács-vala maiája volt, ám nemsokára átállt Morgoth, a Sötét Úr oldalára. 
Sauron mestere volt az illúziónak, az alakváltásnak, és egyéb ármánynak és boszorkányságnak. Vámpírok és váltott farkasok voltak a szolgái, ezek közül a két legkiemelkedőbb a vámpír Thuringwethil, Sauron küldönce, és Draugluin, a váltott farkasok apja. 
Később elfoglalta a tündéktől Tol Sirion szigetét, és attól fogva Tol-in-Gaurhoth néven lett ismert, azaz A Váltott Farkasok Szigete. 
Tíz év elteltével Finrod Felagund, a sziget eredeti ura jött arra Berennel, és még néhány emberrel, de álcázták magukat. Sauron átlátott az álcájukon. Ekkor Finrod és Sauron varázsénekkel küzdöttek egymás ellen, és Sauroné lett a győzelem. Csakhogy Beren szerelme, Lúthien eljött, hogy megmentse Huannal, a valinori származású kutyával. Huan sorsa úgy volt elrendelve, hogy halállal haljon, de addig ne, amíg a legnagyobb létező farkassal meg nem küzd. Sauron úgy vélte, ő maga teljesíti be ezt a sorsot; váltott farkas alakját öltötte, de Huan elkapta a torkánál, és innen csak úgy tudott volna megszabadulni, ha elhagyja az akkori testét, ami sok erőveszítéssel járt volna. A dolog megoldása végül az lett, hogy lemondott a toronyról, és Huan elengedte. Ekkor vámpír alakját öltötte, és Taur-nu-Fuinba költözött. Innentől nem tudni, mi történt vele az Első Korban. Az Izzó Harag Csatája és Morgoth bukása után Sauron Középföldén rejtőzött el.

## Másodkor
A Kor ezredik esztendejében Sauron megrettenve a dúnadanok partraszállásaitól és legnagyobb életben maradt ellenségével, Gil-galaddal való formálódó kapcsolataiktól, megerősítette Mordort, és építeni kezdte keleti erőd-fővárosát, Barad-dûrt, közben tetszetős testi alakot és a valák bölcs, tudós és jóságos küldöttének szerepét magára öltve tárgyalásokat kezdett az eldákkal, ennek eredményeképp azonban csak Eregionban ért el sikereket. Magát Annatarnak (az "Ajándékok Ura"), Artanónak ("Kovácsmester") és Aulendilnek („Aule maiája”) nevezve, felkereste Gil-galadot és Elrondot, s talán egyéb nolda vezetőket; azok azonban Celebrimbor kivételével ajtót mutattak neki. (A források némileg ellentmondásosak a tekintetben, hogy felismerték-e, kicsoda valójában; A szilmarilok szerint Gil-galad és Elrond "bár nem tudták, hogy valójában kicsoda, nem engedték" Lindonba; ugyanakkor pár sorral lejjebb: „De másutt a tündék örömmel fogadták, nem hallgattak a Lindonból érkező hírnökökre, hogy vigyázzanak, mert Sauron felvette az Annatar, Ajándékok Ura nevet.”) 
Celebrimbort és az eregioni tünde kovácsokat sikerült megnyernie magának, ők nem ismerték fel, hogy valójában leghalálosabb ellenségük, Morgoth leghatalmasabb és leggonoszabb szolgájával akadt dolguk. Sauron mint jószándékú kovácsmester összetartó testvériséggé kovácsolta a Celebrimbor vezette tünde-kovács társaságot, mely magát Gwaith-i-Mírdainnak („az Ékkőfaragók Népe”, röviden Mírdain) nevezte; majd rávette őket, hogy ragadják ki Eregion vezetését Celeborn és Galadriel kezéből (ez megtörtént kb. 1350 és 1400 között). Galadriel ekkor távozott Mórián át Laurelindórinanba (amit ekkoriban általában röviden Lórinandnak neveztek); a törp-tárnáktól és lakóiktól egyaránt idegenkedő Celeborn e beszámoló szerint ott maradt Ost-in-Edhilben. 
Sauron Galadrielt is megkörnyékezte Aulendil néven, annak azonban szöget ütött a fejébe, hogy Valinorban nem látott efféle alakot Aule kíséretében, így nem fogadta jóindulattal.  Meg kell jegyezni, hogy ha tette bölcs volt is, indoklása bizonyára téves, és Sauron félig igazat mondott, ugyanis  valóban Aule maiája volt, míg a későbbiekben át nem állt Melkorhoz.
Sauron cselét az is segítette, hogy egy mágus vagy ahhoz igen hasonló alak képét öltötte magára. A mágusok, istarok, a valák Sauron elleni küldöttei ekkor még nem érkeztek el a Tengerentúlról Középföldére, de a tündék egyes jóslatokból következtettek létezésükre, Sauron pedig, mint egykori ainu (maia), valószínűleg a világ kezdete óta tudott róluk egyet s mást.
A Másodkor 1500 éve körül tehát Sauron együtt dolgozott Celebrimborral, hogy létrehozzák a Hatalom Gyűrűit. Végül megalkotta az Egy Gyűrűt, hogy mindent az uralma alá vonjon, és saját erejének nagy részét is a Gyűrűbe rejtette. A Hármat nem sikerül beszennyeznie, mert soha nem érintette meg egyiket sem, s később el is rejtették azokat. Ám a Hét – melyeket a törpöknek adtak – és a Kilenc – melyet az emberkirályok kaptak – az uralma alá került. 
Sauron, akit feldühített, hogy a tündék felett nem sikerült megszereznie a hatalmat, megpróbálta őket erővel leigázni. Az emberek királyának kiáltotta ki magát, de Ar-Pharazôn Númenorból Középföldére hajózott, hogy eldöntsék, ki a nagyobb. Sauron látta, hogy túlerőben vannak, így önként előjött, és fogolyként Númenorba vitték. Hamarosan a király első tanácsadója lett. Hízelgéssel, burkoltan álnok szavaival megrontotta Númenor királyát. Egyre növekvő hitelét kihasználva Melkor-kultuszt alakított ki. Sauron arra is rávette Ar-Pharazônt, hogy vágassa ki a Fehér Fát, Nimlotht. (Ezt a király először nem akarta megtenni, és amíg habozott, addig Isildurnak elég ideje volt arra, hogy ellopjon róla egy gyümölcsöt, amiből azután Gondor Fehér Fája lett.) Sauron templomot is épített Melkornak, és ott égette el a Fát. Azt mondta a királynak – kihasználva a númenoriak haláltól való félelmét -, hogy neki is kijár a halhatatlanság, arra biztatta, támadja meg Valinort. A király hallgatott rá. Ez természetesen nem tetszett a valáknak, így Manwe egy időre átadta Ilúvatarnak az irányítást, és Ilúvatar a tenger alá süllyesztette Númenort, csakhogy Sauron innentől kezdve soha többé nem volt képes szép, embernek tetsző alakot ölteni. Visszatért Mordorba, és magához vette a Gyűrűt. 
Eközben Elendil és fiai, Isildur és Anárion, Númenorból Középföldére menekültek, és túlélték Númenor pusztulását. Megalapították Arnor és Gondor birodalmát. Sauron a Másodkor 3429. évében megtámadta Gondort, és elfoglalta Minas Ithilt, amely később Minas Morgul néven vált ismertté. Isildur Arnorba menekült. Végül Másodkor 3434-ben az emberek és tündék Utolsó Szövetsége a dagorladi csatában, Mordor kapujánál legyőzte Sauron hadát, és ostrom alá vette a Fekete Földet. Gil-galad és Elendil 3441-ben legyőzték Sauront, de a csatában ők maguk is hősi halált haltak. Isildur levágta Sauron kezéről az Egy Gyűrűt, de nem volt képes rávenni magát, hogy elpusztítsa. Emiatt Sauront nem tudták teljesen legyőzni, csupán testét hagyta el, és mivel a saját hatalmának alapjait kovácsolta bele a Gyűrűbe, ezért a szelleme mindaddig elpusztíthatatlan maradt, ameddig a Gyűrű létezett. A Gyűrű pedig Isildur után elveszett, és csak sokkal később bukkant fel újra.

## Harmadkor
Sauron a Harmadkor ezredik éve körül bukkant fel ismét, ezúttal, mint Dol Guldur boszorkánymestere. Ekkoriban nevezték Nekromantának, de nem tudták pontosan, ki ő. Mesterkedéseinek köszönhetően Arnor elpusztult. Amikor a Fehér Tanács 2941-ben kiűzte Sauront Dol Guldurból, visszatért Mordorba, és nekilátott, hogy felkészüljön a nyílt háborúra. A Harmadkor végére ismét hatalmas erőket gyűjtött maga köré; maga mellé állította a Saruman uralta Vasudvardot, elfoglalta a gondoriak utolsó keleti védvonalait. Árnyéka egész Középföldére rátelepedett, a Keletet uralma alá hajtotta, a Gondortól délre fekvő országokkal  (például a déli emberek khandi országával és a délföldiekkel, mint a Haradi Birodalom és Umbar kalózai) pedig szövetséget kötött; mígnem a Gyűrűháborúban hadai minden még szabad országot megtámadtak, úgy északon, mint délen. Azonban a Gondorra támadó déli hadseregét mégis megfutamították, és ezalatt a Gyűrűt megsemmisítették. Így Sauron uralmának vége lett, szolgái szétfutottak. Középfölde nagy része ott, ahol nem voltak szabad, vagy Gondorral szövetséges országok, Sauron terveinek ellenére újra a gondori emberek királyainak uralma alá került. Sauron pedig a Gyűrű pusztulása után mesteréhez hasonlóan a Semmibe jutott.